# Max von Sydow

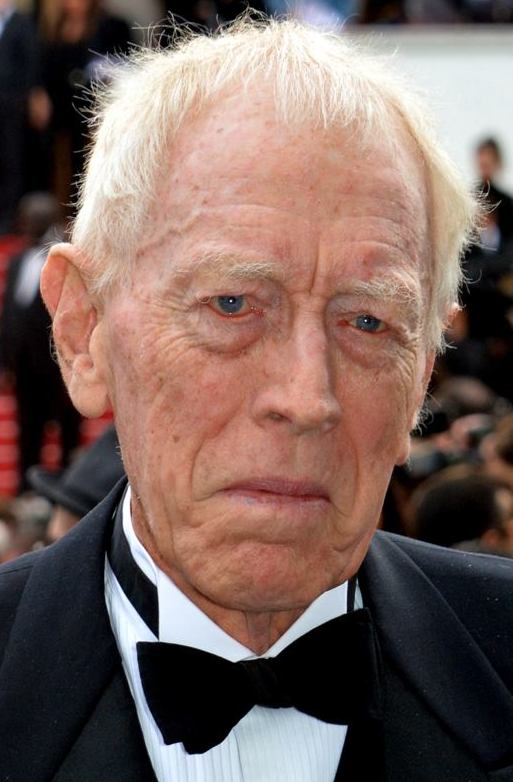
Max von Sydow, 2016

Carl Adolf „Max“ von Sydow (* 10. April 1929 in Lund; † 8. März 2020 in Seillans) war ein schwedischer Schauspieler, der ab 2002 die französische Staatsangehörigkeit besaß. Max von Sydow wurde ab den späten 1950er-Jahren durch sein Mitwirken in Filmen von Ingmar Bergman international bekannt und zählte zu den profiliertesten internationalen Charakterdarstellern.

## Leben und Werk

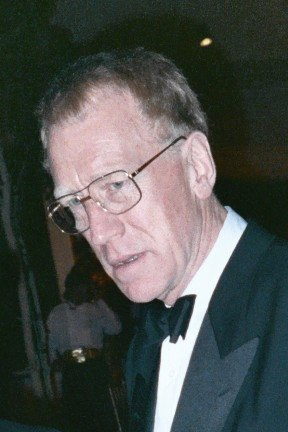
Max von Sydow, 1989

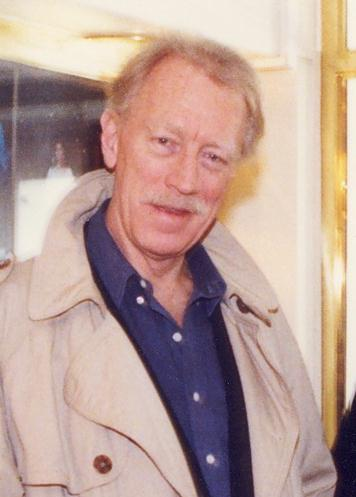
Max von Sydow, 1992

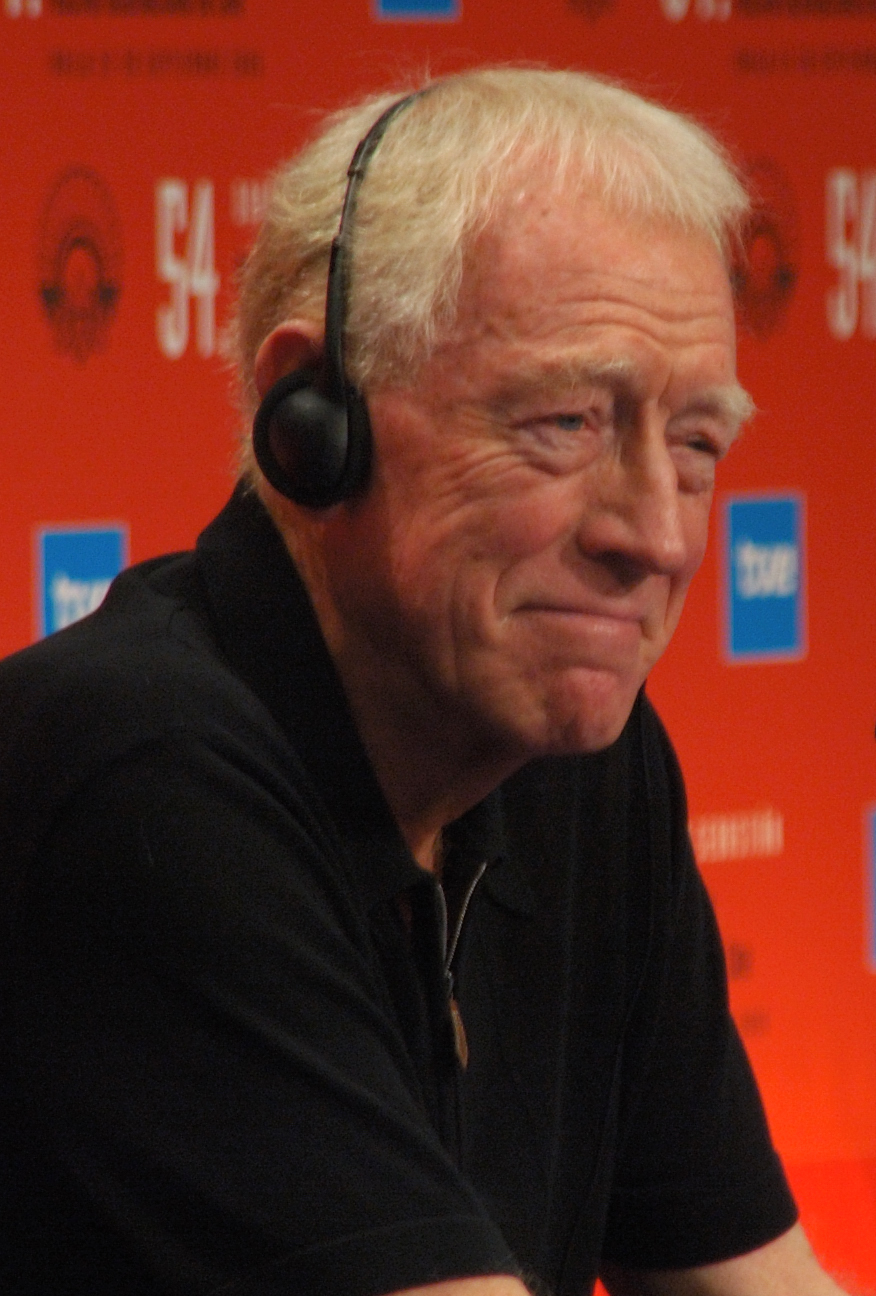
Max von Sydow, 2005

Max von Sydows Vater Carl Wilhelm von Sydow war Professor für Ethnologie und skandinavische und irische Volksmusik an der Universität Lund; seine Mutter Maria von Sydow, geborene Freiin Greta Rappe, war Lehrerin. Seine Vorfahren waren im 18. Jahrhundert aus Pommern nach Schweden ausgewandert.
Von Sydow besuchte die Kathedralschule in Lund, wo er Mitbegründer einer Theatergruppe war und erste schauspielerische Erfahrungen sammelte. Während seiner Schulzeit lernte er Englisch und Deutsch. Von 1948 bis 1951 wurde er am Königlichen Dramatischen Theater („Dramaten“) in Stockholm zum Schauspieler ausgebildet. Unter der Regie von Alf Sjöberg hatte er 1949 sein Filmdebüt in Rya-Rya – Nur eine Mutter.
1955 zog von Sydow nach Malmö, wo er am dortigen Theater arbeitete und Ingmar Bergman kennenlernte. Durch die Verbindung mit Bergman wurde von Sydow international bekannt. Zunächst arbeiteten sie am Stadttheater Malmö zusammen, später bei mehreren Filmen. 1957 hatte von Sydow mit seiner Hauptrolle als sterbender Ritter in dem historischen Filmdrama Das siebente Siegel seinen internationalen Durchbruch. Die Jungfrauenquelle, ein weiterer Film mit ihm in einer Hauptrolle eines mittelalterlichen Burgherren, der sich an den Mördern seiner Tochter rächt, erhielt 1961 den Oscar als bester fremdsprachiger Film. In den Filmen Schande, Die Stunde des Wolfs und Passion spielte er in den späten 1960er-Jahren unter Bergmans Regie an der Seite von Liv Ullmann.
Während sich seine Arbeit bis dahin auf den skandinavischen Raum beschränkt hatte, willigte er 1965 erstmals ein, in einer US-amerikanischen Produktion die Hauptrolle zu übernehmen: es handelte sich hierbei um die Rolle Jesu Christi in George Stevens’ Film Die größte Geschichte aller Zeiten. Dieser aufwendig produzierte, mit vielen Cameo-Auftritten gespickte Monumentalfilm wurde von Kritikern überwiegend abgelehnt und war kommerziell einer der größten Filmflops der 1960er-Jahre. Dennoch konnte sich Sydow im Anschluss international als berühmter Schauspieler etablieren und lebte mit seiner Familie für einige Jahre in Los Angeles. Mitte der siebziger Jahre zog er nach Rom und wirkte in zahlreichen italienischen Filmproduktionen mit. Daneben war er auch weiterhin regelmäßig in Hollywood-Produktionen – zuweilen in Rollen als deutscher Offizier des Zweiten Weltkriegs – zu sehen.
1973 verkörperte er die Rolle eines Priesters in dem weltweit erfolgreichen Horrorfilm Der Exorzist. Bekannt machte ihn auch seine Schurkendarstellungen als Blofeld in dem James-Bond-Film Sag niemals nie (1983) und als Imperator Ming in Flash Gordon. Weitere Rollen übernahm er unter anderem in Filmen wie Die drei Tage des Condor, Conan der Barbar, Der Wüstenplanet, In einer kleinen Stadt und Minority Report. In dem Film Hamsun von Jan Troell verkörperte von Sydow 1996 den norwegischen Schriftsteller Knut Hamsun. Trotz seines Mitwirkens in zahlreichen Actionfilmen bevorzugte er bei seiner Rollenauswahl Dramen wie Pelle, der Eroberer, für das er 1989 eine Oscar-Nominierung als bester Hauptdarsteller erhielt.
Max von Sydow blieb bis in das hohe Alter regelmäßig als Schauspieler tätig, so in der Rolle eines schurkenhaften deutschen Arztes in Martin Scorseses Shutter Island und als stummer Untermieter in dem Drama Extrem laut & unglaublich nah, letztere Darstellung brachte ihm seine zweite und letzte Oscar-Nominierung ein. 2015 gehörte er als Entdecker Lor San Tekka zum Darsteller-Ensemble des siebten Teils der Star-Wars-Saga, Star Wars: Das Erwachen der Macht. 2016 verkörperte er in der Fernsehserie Game of Thrones die Rolle des dreiäugigen Raben. Vor seinem Tod trat er zuletzt 2018 in Kursk von Thomas Vinterberg in einer Nebenrolle als Admiral in Erscheinung. Posthum wurde 2021 noch das Kriegsdrama Kalavryta 1943 mit ihm veröffentlicht. Sein Schaffen umfasst rund 160 Film- und Fernsehproduktionen sowie einige Computer- und Videospiele. 
Seine deutsche Synchronstimme war bis auf einige Ausnahmen Jürgen Thormann.

## Schauspiel und Rollenwahl
Bei der Darstellung vieler seiner Rollen wird von Sydow von der Filmkritik Charisma und eine archaische Kraft zugeschrieben. Seine hagere Gestalt und seine als knorrig beschriebene Stimme verstärken diesen Eindruck. In dieser Hinsicht entfaltete er eine große Wirkung bei seiner ersten Zusammenarbeit mit Bergman in Das siebente Siegel als Kreuzritter Antonius Block während eines Schachspiels gegen den Tod. Seine markante Stimme wurde außerdem durch zahlreiche Werbefilme, zuletzt auch durch Computerspiele bekannt.
Häufig wurde Max von Sydow durch seine hochgewachsene, knochige Gestalt mit der Verkörperung von strengen und autoritären, bisweilen auch schurkenhaften Figuren betraut. Im Laufe seiner langen Karriere gelang es ihm jedoch, ein breites Rollenspektrum abzudecken und sehr verschiedene Charaktere zu verkörpern. Er arbeitete mit vielen der künstlerisch angesehensten Regisseure seiner Zeit zusammen.

## Privates
Max von Sydow war von 1951 bis 1979 in erster Ehe mit der Schauspielerin Christina Olin (auch als Kjerstin oder Kerstin Olin bekannt) verheiratet, mit der er zwei Söhne hatte. Nach der Scheidung heiratete er 1997 die französische Dokumentarfilmerin Catherine Brelet; sie lernten einander bei den Dreharbeiten zum Fernsehfilm Die Bibel – Salomon kennen, an dessen Produktion Max von Sydow als Schauspieler und Brelet als Assistentin des Regisseurs Roger Young mitwirkte. Von da an war Brelet ausschließlich die persönliche Assistentin ihres Ehemannes. 2002 nahm von Sydow die französische Staatsbürgerschaft an. 
Seinen Wohnsitz hatte er in Paris, seine Sommerferien verbrachte er in einem Ferienhaus auf der schwedischen Ostseeinsel Gotland. Max von Sydow besaß ein weiteres Haus in der französischen Provence, wo er am 8. März 2020 im Alter von 90 Jahren starb.

## Filmografie (Auswahl)
- 1949: Rya-Rya – Nur eine Mutter (Bara en mor)
- 1951: Fräulein Julie (Fröken Julie)
- 1956: Das Recht zu lieben (Rätten att älska)
- 1957: Das siebente Siegel (Det sjunde inseglet)
- 1957: Wilde Erdbeeren (Smultronstället)
- 1958: Das Gesicht (Ansiktet)
- 1960: Die Jungfrauenquelle (Jungfrukällan)
- 1961: Wie in einem Spiegel (Såsom i en spegel)
- 1962: Licht im Winter (Nattvardsgästerna)
- 1962: Schlafwagenabteil (Älskarinnan)
- 1965: Die größte Geschichte aller Zeiten (The Greatest Story Ever Told)
- 1965: Sieben reiten in die Hölle (The Reward)
- 1966: Das Quiller-Memorandum – Gefahr aus dem Dunkel (The Quiller Memorandum)
- 1966: Hawaii
- 1968: Die Stunde des Wolfs (Vargtimmen)
- 1968: Schande (Skammen)
- 1970: Der unheimliche Besucher (The Night Visitor)
- 1970: Der Brief an den Kreml (The Kremlin Letter)
- 1971: Emigranten (Utvandrarna)
- 1972: Das neue Land (Nybyggarna)
- 1973: Der Exorzist (The Exorcist)
- 1974: Der Steppenwolf (Steppenwolf)
- 1975: Die drei Tage des Condor (Three Days of the Condor)
- 1975: New York antwortet nicht mehr (The Ultimate Warrior)
- 1976: Die Macht und ihr Preis (Cadaveri eccellenti)
- 1976: Reise der Verdammten (Voyage of the Damned)
- 1976: Warum bellt Herr Bobikow? (Cuore di cane)
- 1976: Foxtrott (Foxtrot)
- 1976: Die Tatarenwüste (Il deserto dei tatari)
- 1977: Marschier oder stirb (March or Die)
- 1978: Verstecktes Ziel (Brass Target)
- 1979: Gestohlene Herzen (Bugie bianche)
- 1980: Flash Gordon (Flash Gordon)
- 1980: Death Watch – Der gekaufte Tod (La Mort en direct)
- 1981: Flucht oder Sieg (Escape to Victory)
- 1982: Conan der Barbar (Conan the Barbarian)
- 1982: Der Flug des Adlers (Ingenjör Andrées luftfärd)
- 1983: Komisches Bier (Strange Brew)
- 1983: Sag niemals nie (Never Say Never Again)
- 1984: Der Wüstenplanet (Dune)
- 1984: Samson und Delilah (Samson and Delilah)
- 1984: Dreamscape – Höllische Träume (Dreamscape)
- 1984: Der letzte Zivilist (Le dernier civil)[10]
- 1985: Quo Vadis?
- 1985: Christopher Columbus
- 1985: Codename: Emerald
- 1986: Die Augen des Wolfes (Oviri)
- 1986: Hannah und ihre Schwestern (Hannah and Her Sisters)
- 1987: Pelle, der Eroberer (Pelle erobreren)
- 1987: Der zweite Sieg (The Second Victory)
- 1990: Zeit des Erwachens (Awakenings)
- 1991: Der Kuß vor dem Tode (A Kiss Before Dying)
- 1991: Der Ochse (Oxen)
- 1991: Bis ans Ende der Welt
- 1991: Die besten Absichten (Den goda viljan) (Fernsehmehrteiler)
- 1992: Der Klang der Stille (Dotknięcie ręki)
- 1993: In einer kleinen Stadt (Needful Things)
- 1994: Radetzkymarsch
- 1995: Citizen X
- 1995: Judge Dredd
- 1996: Hamsun
- 1997: Hostile Waters – Ein U-Boot-Thriller (Hostile Waters)
- 1998: Hinter dem Horizont (What Dreams May Come)
- 1999: Schnee, der auf Zedern fällt (Snow Falling on Cedars)
- 2001: Sleepless (Nonhosonno)
- 2001: Vercingétorix – Kampf gegen Rom (Vercingétorix)
- 2001: Intacto
- 2002: Minority Report
- 2004: Die Nibelungen (Ring of the Nibelungs) (Fernsehfilm)
- 2005: Heidi
- 2006: Das Ende der Götter (L’inchiesta)
- 2007: Schmetterling und Taucherglocke (Le Scaphandre et le papillon)
- 2007: Rush Hour 3
- 2007: Emotional Arithmetic
- 2008: Die Tudors (The Tudors)
- 2008: Ein Mann und sein Hund (Un homme et son chien)
- 2009: Oskar und die Dame in Rosa (Oscar et la dame rose)
- 2009: Solomon Kane
- 2010: Shutter Island
- 2010: Robin Hood
- 2010: Wolfman
- 2011: Extrem laut & unglaublich nah (Extremely Loud & Incredibly Close)
- 2015: Star Wars: Das Erwachen der Macht (Star Wars: The Force Awakens)
- 2016: Game of Thrones (Fernsehserie, 3 Episoden)
- 2017: Das Ende ist erst der Anfang (Les Premiers, les derniers)
- 2018: Kursk
- 2021: Kalavryta 1943

## Auszeichnungen (Auswahl)
| Auszeichnung                           | Jahr | Kategorie                                                          | Film / Serie                  | Ergebnis  |
| -------------------------------------- | ---- | ------------------------------------------------------------------ | ----------------------------- | --------- |
| Oscar                                  | 1988 | Bester Hauptdarsteller                                             | Pelle, der Eroberer           | nominiert |
| Oscar                                  | 2012 | Bester Nebendarsteller                                             | Extrem laut & unglaublich nah | nominiert |
| Bodil                                  | 1988 | Bester Hauptdarsteller                                             | Pelle, der Eroberer           | Preis     |
| Bodil                                  | 1997 | Bester Hauptdarsteller                                             | Hamsun                        | Preis     |
| Emmy Award                             | 1990 | Outstanding Supporting Actor in a Miniseries or Special            | Die Mörder warten schon       | nominiert |
| Emmy Award                             | 2016 | Outstanding Guest Actor in a Drama Series                          | Game of Thrones               | Preis     |
| Europäischer Filmpreis                 | 1988 | Bester Schauspieler                                                | Pelle, der Eroberer           | Preis     |
| Genie Awards                           | 2008 | Beste Nebenrolle                                                   | Emotional Arithmetic          | nominiert |
| Golden Globe Awards                    | 1966 | Best Actor Drama                                                   | Hawaii                        | nominiert |
| Golden Globe Awards                    | 1973 | Beste Nebenrolle                                                   | Der Exorzist                  | nominiert |
| Guldbagge                              | 1988 | Bester Schauspieler                                                | Pelle, der Eroberer           | Preis     |
| Guldbagge                              | 1989 | Beste Regie                                                        | Ved vejen                     | Preis     |
| Guldbagge                              | 1997 | Bester Schauspieler                                                | Hamsun                        | Preis     |
| Kansas City Film Critics Circle Awards | 1975 | Beste Nebenrolle                                                   | Die drei Tage des Condor      | Preis     |
| Robert                                 | 1988 | Bester Hauptdarsteller                                             | Pelle, der Eroberer           | Preis     |
| Adolf-Grimme-Preis                     | 1995 | mit Gold (zusammen mit Axel Corti, Gernot Roll und Tilman Günther) | Radetzkymarsch                | Preis     |